# Carl Wendt (Ökonom)
Carl Wendt (* 12. Oktober 1731 in Sorau; † 6. August 1815 in Kiel) war ein deutscher Arzt, Regierungsbeamter und Oberpräsident von Kiel.

## Leben und Wirken
Carl Wendt war ein Sohn von Christian Wendt (* 1684 in Itzehoe; † 1774) und dessen Ehefrau Marie Margarethe, geborene Lichtenberg. Der Vater war ein Sekretär des Missionskollegiums und Inspektor des Königlichen Waisenhauses in Kopenhagen. Ab 1723 wirkte er als Pfarrer in Kassel, danach als Superintendent in Sorau.
Wend besuchte bis 1749 eine Lateinschule in Sarau und studierte anschließend Medizin an der Universität Halle. Er schloss das Studium 1752 mit der Promotion zum Dr. med. ab. Im Jahr darauf folgte er einem Ruf des Ministers Carl Adolph von Plessen (1678–1758) und eröffnete eine eigene Praxis in Kopenhagen. 1755 wurde er zum Hofmeister der beiden Söhne von Mogens Scheel von Plessen (1713–1749) ernannt. Er reiste mit den Kindern des Oberzeremonienmeisters zur Sorø Akademi und begleitete sie danach auf ihrer Kavaliersreise durch Europa. Der jüngere Bruder starb währenddessen 1758 in Genf. Die weitere Reise mit dem älteren Bruder Christian Ludwig Scheel-Plessen (1741–1801) führte über Göttingen nach Holland. 1764 erreichten sie wieder Dänemark.
Wendt arbeitete fortan für die Familie von Christian Detlev Reventlow (1710–1775). Er begann als Hofmeister von Christian Ditlev Reventlow und dessen Bruder Johann Ludwig (1751–1801) und reiste mit ihnen erneut nach Sorø. Danach begleitete er sie während ihres Studiums in Leipzig und einer Kavalierstour, die 1769/70 in die Schweiz, nach Italien, Frankreich, England, Holland und Deutschland führte. 1770/71 studierten die Reventlows Bergbau in Schweden und Norwegen, wohin Wendt mitreiste. 
Wendt ging mit der Familie Reventlow sehr enge Beziehungen ein. Er arbeitete als deren finanzieller Ratgeber. Nachdem der Vater der Brüder 1775 verstorben und die Mutter Charlotte Amalie Reventlow, geborene von Holstein, somit Witwe geworden war, verwaltete er de facto die Familienangelegenheiten und wurde als Ratgeber bei allen wichtigen Entscheidungen hinzugezogen. Wendt hatte seinen Wohnsitz im Haus der Reventlows und erwarb 1781 das Landhaus Hummeltofte bei Lyngby nördlich von Kopenhagen. Charlotte Amalie Reventlow zog dort mit ein und blieb hier bis Lebensende 1792. Gerüchten zufolge heirateten beide, da nicht gleichen Standes, heimlich. Es handelte sich hierbei um Behauptungen aus dem Kreis der Familie, für die jedoch keine Belege existieren. Überlieferungen, die insbesondere zum Zeitpunkt von Reventlows Tod angefertigt wurden, ist aber zu entnehmen, dass Wendt die Person war, mit der Reventlow am engsten verbunden war. Wendt trennte sich von dem Anwesen 1797.
Aufgrund seiner Beziehungen zu den Reventlows erhielt Wendt eine Stelle bei der Zentralverwaltung. Ab 1775 gehörte er der Direktion der Königlichen allgemeinen Pflegeanstalt an. 1781 wurde er Kommissar bei der Königlichen oktroierten Bank, ein Jahr später Sekretär der Bankdirektion. Somit begann seine Laufbahn in der dänischen Finanzverwaltung. Als Andreas Peter Bernstorff 1784 wieder die dänische Regierung anführte und die Brüder Reventlow, die Wendt zuvor betreut hatte, in wichtige Positionen einsetzte, bedeutete dies auch einen Vorteil für Wendt.
Im Juni 1784 wurde Wendt Deputierter beim Finanzkollegium. Er gehörte der Direktion des Bank- und Wechselkontors und der Außerordentlichen Finanzkassenkommission an. In den Folgejahren erhielt er Rufe in mehrere Ausschüsse, darunter 1787 in die Finanzkommission und die Kommission für die Verbesserung des Armenwesens. 1791 beteiligte er sich in der Kommission, die die Abschaffung des Sklavenhandels erarbeiten sollte. Ab 1788 arbeitete er als Referent des Finanzkollegiums beim Geheimen Staatsrat.
Als die Engländer im Herbst 1807 Kopenhagen einnahmen und belagerten, hielt sich Wendt mit Hof und Regierung in Rendsburg auf. Er verwaltete die königliche Kasse und gehörte von 1808 bis der einstweiligen Kassenverwaltung in Kiel an. Er hatte dadurch weitreichende Mitgestaltungsrechte bei der Finanzverwaltung der Herzogtümer. 1812 sollte er in Kiel die Gründung eines Kreditvereins vorbereiten. 1813 beteiligte er sich an der Durchführung der von Ernst Heinrich von Schimmelmann geschaffenen „Verordnung wegen einer Veränderung im Geldwesen der Königreiche Dännemark und Norwegen, wie auch der Herzogthümer Schleswig und Holstein“. Mit dieser Währungsreform sollte der dänische Staatsbankrott beendet werden. Da das Währungssystem in den Herzogtümern jedoch besser aufgestellt war als Teile Dänemarks und durch die Reform drohte, von der dänischen Krise erfasst zu werden, wehrten sich die Herrscher in den Provinzen erbittert gegen die Maßnahmen. Wendt konnte die mit der Reform verbundenen negativen Auswirkungen für das gesamtstaatliche Empfinden in den Herzogtümern abmildern. Monate nach der Einführung der neuen Währung stellte er fest, dass sich die Herzogtümer und das Königreich Dänemark zu sehr voneinander unterschieden, um im gleichen Währungssystem bleiben zu können.
1813 übernahm Wendt das Amt des Oberpräsidenten von Kiel. Er hatte somit nominell die Oberaufsicht über die komplette Verwaltung der Stadt inne. In der Realität handelte es sich eher um eine Sinekure, die in der täglichen Arbeit der Verwaltung bedeutungslos war. Nach seinem Tod gab es über Jahre keinen Nachfolger im Amt.
Wendt war ein anerkannter Verwaltungsfachmann. 1777 wurde er zum Justizrat, 1781 zum Etatsrat, 1789 zum Konferenzrat und 1812 zum Geheimen Konferenzrat ernannt. Er erreichte somit die oberste Position, die ein Nichtadliger erreichen konnte. Politischen Einfluss im engeren Sinne gewann er nie, war jedoch für die Regierenden aufgrund seiner Sachkenntnis, seines Engagements und umfangreichen Wissens unverzichtbar. Er starb unverheiratet Anfang August 1815 in Kiel.